# 石马镇 (永丰县)
石马镇，是中华人民共和国江西省吉安市永丰县下辖的一个乡镇级行政单位。

## 行政区划
石马镇下辖以下地区：
石马街道社区、三江村、龙湾村、店下村、东湖村、中林村、严辉村、龙坊村、林潭村、南坪村、星胜村、源头村、光明村、棠阁村、梅田村、柏林村、龙溪村、南坑村、北坑村、张溪村、济民村、上升村和院前村。